# Дагдёшю
Дагдёшю (азерб. Dağdöşü), до 1992 года — Такь или Тякь (азерб. Tyak), ещё ранее Таг (азерб. Tağ) — село в административно-территориальном округе посёлка Гадрут Ходжавендского района Азербайджана.

## Этимология
Современно название села Дагдёшю (азерб. Dağdöşü) по-азербайджански означает «предгорье» связано с географисеским расположением села в предгорной местности.
Некоторые исследователи связывают старое название села со словом «тёяк» (азерб. töyək), использоваемого в тюркских языках в значении «убежище, кочевник, кочевье».

## География
Посёлок Гадрут и сёла Чинарлы, Дагдёшю, Эдиша, Гырмызыгая, Гочбейли, Тагасер входят в состав Гадрутского посёлкового административно-территориального округа Ходжавендского района, при этом посёлок Гадрут является центром этого посёлкового административно-территориального округа.
Село расположено в предгорной местности в 54 км к юго-западу от районного центра — города Ходжавенд.

## История
В документах, относящихся к XIX веку, село упоминалось как Таг (азерб. Tağ).
В Советское время село называлось Такь или Тякь или Тъяк и входило в состав Гадрутского посёлкового Совета Гадрутского района Нагорно-Карабахской автономной области (НКАО) Азербайджанской ССР.
2 сентября 1991 года на совместной сессии Нагорно-Карабахского областного и Шаумяновского районного Советов народных депутатов была принята Декларация о провозглашении Нагорно-Карабахской Республики в границах Нагорно-Карабахской автономной области (НКАО) и сопредельного Шаумяновского района Азербайджанской ССР.
26 ноября 1991 года Верховный Совет Азербайджанский Республики принял Закон "Об упразднении Нагорно-Карабахской автономной области Азербайджанской Республики". В этом Законе помимо упразднения Нагорно-Карабахской Автономной Области (НКАО), было постановлено в том числе также и переименование Мартунинского района в Ходжаведский, упразднение Гадрутского района и присоединение территории Гадрутского района в состав Ходжавендского района. Решением Милли Меджлиса Азербайджанской Республики № 428 от 29 декабря 1992 года село Тъяк Ходжавендского района было названо Дагдёшю. В настоящий время это село Дагдёшю и входит в состав Гадрутского посёлкового административно-территориального округа Ходжавендского района Азербайджана. 
В результате Карабахского конфликта село в октябре 1992 года было занято армянскими вооружёнными формированиями и попало под контроль непризнанной Нагорно-Карабахской Республики (НКР). Согласно административно-территориальному делению непризнанной республики село называлось Тяк (арм. Տյաք) и входило в состав общины Гадрута Гадрутского района НКР.
14 октября 2020 года, в ходе Второй Карабахской войны, президент Азербайджана Ильхам Алиев объявил о восстановлении контроля над селом Теке. На сайте Исполнительной власти Ходжавендского района также 14 октября 2020 года указана как дата возвращения села Дагдёшю под контроль Азербайджана.

## Экономика
В доконфликтный период население селы занималось огородничеством и виноградарством. В селе были восьмилетняя школа, клуб, библиотека, медицинский пункт. Село пострадало в результате Карабахского конфликта.